# Chip Hooper
Chip Hooper (* 24. Oktober 1958 in Washington, D.C.) ist ein ehemaliger US-amerikanischer Tennisspieler.

## Leben
Hooper litt als Kind an Morbus Osgood-Schlatter. Er studierte an der University of Arkansas und wurde 1980 und 1981 in die Bestenauswahl All-American gewählt. Zudem gewann er den Einzeltitel der Southwest Conference. 1981 wurde er in das Junior-Davis-Cup-Team der United States Tennis Association einberufen und begann seine Karriere im Profitennis. Das Jahr 1982 schloss er auf Rang 30 der Tennisweltrangliste ab und wurde daraufhin mit dem ATP Newcomer of the Year Award ausgezeichnet. In den folgenden Jahren spielte er recht erfolgreich im Einzel, ohne jedoch einen Titel auf der ATP Tour gewinnen zu können. 1983 stand er im Finale der Lorraine Open, wo er gegen Nick Saviano verlor; 1984 unterlag er im Finale von Auckland Danny Saltz. Erfolgreicher war er im Doppel. Hier konnte er zwischen 1982 und 1986 fünf Titel erringen. Seine höchste Notierung in der Tennisweltrangliste erreichte er 1982 mit Position 17 im Einzel sowie 1986 mit Position 18 im Doppel.
Sein bestes Einzelergebnis bei einem Grand-Slam-Turnier war 1982 das Erreichen des Achtelfinales der French Open, wo er gegen Jimmy Connors mit 1:6, 0:6 und 4:6 unterlegen war. In der Doppelkonkurrenz erreichte er im selben Jahr an der Seite seines Landsmannes Peter Rennert das Viertelfinale der US Open; sie unterlagen den späteren Champions Kevin Curren und Steve Denton in fünf Sätzen. Im Mixed erreichte Hooper mit Marianne Werdel-Witmeyer das Achtelfinale der French Open 1987 und mit Anne White das Viertelfinale in Wimbledon 1982.

## Erfolge
| Legende                                 |
| Grand Slam                              |
| Tennis Masters Cup                      |
| ATP Masters Series                      |
| ATP International Series Gold           |
| ATP International Series Grand Prix (5) |

| ATP-Titel nach Belag |
| Hartplatz (3)        |
| Sand (2)             |
| Rasen (0)            |
| Teppich (0)          |

### Einzel

#### Finalteilnahmen
| Nr. | Datum          | Turnier  | Belag         | Finalgegner  | Ergebnis           |
| --- | -------------- | -------- | ------------- | ------------ | ------------------ |
| 1.  | 7. März 1983   | Nancy    | Hartplatz (i) | Nick Saviano | 4:6, 6:4, 3:6      |
| 2.  | 9. Januar 1984 | Auckland | Hartplatz     | Danny Saltz  | 6:4, 3:6, 4:6, 4:6 |

### Doppel

#### Turniersiege
| Nr. | Datum             | Turnier   | Belag     | Partner        | Finalgegner                       | Ergebnis      |
| --- | ----------------- | --------- | --------- | -------------- | --------------------------------- | ------------- |
| 1.  | 23. Mai 1982      | München   | Sand      | Mel Purcell    | Tian Viljoen Danie Visser         | 6:4, 7:6      |
| 2.  | 13. Mai 1984      | Florenz   | Sand      | Mark Dickson   | Bernard Mitton Butch Walts        | 7:6, 4:6, 7:5 |
| 3.  | 6. April 1986     | Köln      | Hartplatz | Kelly Evernden | Jan Gunnarsson Peter Lundgren     | 6:4, 6:7, 6:3 |
| 4.  | 17. August 1986   | Toronto   | Hartplatz | Mike Leach     | Boris Becker Slobodan Živojinović | 7:6, 4:6, 7:5 |
| 5.  | 30. November 1986 | Itaparica | Hartplatz | Mike Leach     | Loïc Courteau Guy Forget          | 7:6, 4:6, 7:5 |

#### Finalteilnahmen
| Nr. | Datum             | Turnier   | Belag       | Partner      | Finalgegner                       | Ergebnis      |
| --- | ----------------- | --------- | ----------- | ------------ | --------------------------------- | ------------- |
| 1.  | 9. Januar 1984    | Auckland  | Hartplatz   | Brad Drewett | Brian Levine John Van Nostrand    | 5:7, 2:6      |
| 2.  | 23. November 1986 | Houston   | Teppich (i) | Mike Leach   | Ricardo Acuña Brad Pearce         | 4:6, 5:7      |
| 3.  | 22. März 1987     | Rotterdam | Teppich (i) | Mike Leach   | Stefan Edberg Anders Järryd       | 6:3, 3:6, 4:6 |
| 4.  | 29. März 1987     | Brüssel   | Teppich (i) | Mike Leach   | Boris Becker Slobodan Živojinović | 6:7, 6:7      |
| 5.  | 29. Juli 1987     | Newport   | Rasen       | Mike Leach   | Dan Goldie Larry Scott            | 3:6, 6:4, 4:6 |